# Мата-да-Раїня
Мата-да-Раїня (порт. Mata da Rainha; МФА: [ˈma.tɐ dɐ ʁɐ.ˈi.ɲɐ]) — парафія в Португалії, у муніципалітеті Фундан. Розташована в східній частині країни, на теренах історичної португальської провінції Бейра. Входить до складу округу Каштелу-Бранку. За адміністративним поділом, чинним до 1976 року, терени парафії були складовою провінції Нижня Бейра. Належить до Порталегрівсько-Каштелу-Бранківської діоцезії Католицької церкви. Патрон — Діва Марія. Площа — 18,3277 км². Населення — 149 ос. (2011). Слабо урбанізований регіон. Густота населення — 8,13 осіб/км²
. Код — 050430.

## Населення
| 1981 | 1991 | 2001 | 2011 |
| 323  | 331  | 214  | 149  |